# Luciano Righi
Luciano Righi (Castelgomberto, 22 agosto 1938) è un politico italiano.

## Biografia
Laureato in Scienze politiche, esponente della Democrazia Cristiana, nel 1975 diventa consigliere regionale in Veneto, confermando il seggio anche alle elezioni del 1980.
Nel 1983 viene eletto eletto nella IX legislatura alla Camera dei deputati, venendo confermato anche alle elezioni politiche del 1987; termina il mandato parlamentare nel 1992. 